# Grotte de Montou
La grotte de Montou est une grotte située à Corbère-les-Cabanes, dans le département français des Pyrénées-Orientales. Des fouilles archéologiques ont montré l'occupation humaine de la grotte depuis le paléolithique, avec notamment une industrie lithique moustériennne.

## Situation
Le Montou est une colline karstique située dans l'Est des Pyrénées. Culminant à 291 m, il domine la vallée de la Têt et la plaine du Roussillon et marque l'extrémité nord du massif des Aspres. Il dépend de la commune de Corbère-les-Cabanes, dans le département français des Pyrénées-Orientales.
La grotte de Montou s'ouvre au sud-ouest de la colline de Montou, sur les vallées du ravin de Montou et du torrent de Sant-Julia.